# Ligue des champions arabes de football 2003-2004
 (octobre 2024).
Si vous disposez d'ouvrages ou d'articles de référence ou si vous connaissez des sites web de qualité traitant du thème abordé ici, merci de compléter l'article en donnant les références utiles à sa vérifiabilité et en les liant à la section « Notes et références ».
Navigation
Édition suivante
La Ligue des champions arabes 2003-2004 est la première édition de la Ligue des champions arabes, la compétition mise en place par l'UAFA. Les meilleures équipes du monde arabe participent à cette compétition.
Cette édition voit le sacre des Tunisiens du CS Sfax qui bat en finale le club égyptien d'Ismaily SC lors de la finale disputée au Al Manara Stadium de Beyrouth. C'est le deuxième succès en Ligue des champions arabes pour le club, qui a déjà été sacré en 2000.

## Tour préliminaire
| Équipe 1              | Résultat | Équipe 2                    | Aller | Retour |
| --------------------- | -------- | --------------------------- | ----- | ------ |
| Al Jaish Damas        | 3 - 3e   | Al Hilal Riyad              | 2 - 2 | 1 - 1  |
| Al Aqsa               | 3 - 4    | Al-Zawra'a SC               | 1 - 3 | 2 - 1  |
| Olympic Beyrouth      | 2 - 2e   | Al-Weehdat Club             | 1 - 2 | 1 - 0  |
| Al Qadisiya Al Khubar | 1 - 2    | Al Ahly Djeddah             | 1 - 2 | 0 - 1  |
| Riffa Club            | 4 - 4e   | Koweït SC                   | 4 - 2 | 0 - 2  |
| Al Nasr Salalah       | 3 - 4    | Al Faysali Amman            | 2 - 0 | 1 - 4  |
| Al Ittihad Alep       | 0 - 2    | Al Ittihad Djeddah          | 0 - 0 | 0 - 2  |
| Al Sha'ab Ibb         | 2 - 5    | Talaba SC                   | 1 - 1 | 1 - 4  |
| CS sfaxien            | 5 - 3    | Al Hilal Benghazi           | 3 - 1 | 2 - 2  |
| FC Nouadhibou         | 2 - 7    | Zamalek SC                  | 1 - 2 | 1 - 5  |
| Al Hilal Omdurman     | 3 - 7    | Espérance sportive de Tunis | 3 - 1 | 0 - 6  |
| MAS de Fès            | 2 - 3    | USM Blida                   | 1 - 3 | 1 - 0  |
| Al Ittihad Tripoli    | 2 - 5    | Étoile sportive du Sahel    | 1 - 5 | 1 - 0  |
| MC Oran               | 3 - 7    | Ismaily SC                  | 1 - 1 | 2 - 6  |
| Hassania Agadir       | 0 - 3    | Al Ahly SC                  | 0 - 0 | 0 - 3  |
| Al Merreikh Omdurman  | 1 - 5    | NA Hussein Dey              | 0 - 2 | 1 - 3  |

## Premier tour

### Groupe 1
| Rang | Équipe          | Pts | J | G | N | P | Bp | Bc | Diff |  | Résultats (▼ dom., ► ext.) | Hil | Ahl | Zaw | Wah |
| ---- | --------------- | --- | - | - | - | - | -- | -- | ---- |  | -------------------------- | --- | --- | --- | --- |
| 1    | Al Hilal Riyad  | 14  | 6 | 4 | 2 | 0 | 10 | 1  | +9   |  | Al Hilal Riyad             |     | 3-0 | 3-0 | 2-0 |
| 2    | Al Ahly SC      | 11  | 6 | 3 | 2 | 1 | 9  | 8  | +1   |  | Al Ahly SC                 | 1-1 |     | 2-2 | 2-1 |
| 3    | Al-Zawra'a SC   | 6   | 6 | 1 | 3 | 2 | 8  | 10 | -2   |  | Al-Zawra'a SC              | 0-0 | 1-3 |     | 3-0 |
| 4    | Al-Weehdat Club | 1   | 6 | 0 | 1 | 5 | 3  | 11 | -8   |  | Al-Weehdat Club            | 0-1 | 0-1 | 2-2 |     |

### Groupe 2
| Rang | Équipe             | Pts | J | G | N | P | Bp | Bc | Diff |  | Résultats (▼ dom., ► ext.) | Itt | Tal | Kuw | Fay |
| ---- | ------------------ | --- | - | - | - | - | -- | -- | ---- |  | -------------------------- | --- | --- | --- | --- |
| 1    | Al Ittihad Djeddah | 12  | 6 | 3 | 3 | 0 | 6  | 1  | +5   |  | Al Ittihad Djeddah         |     | 0-0 | 3-1 | 3-0 |
| 2    | Talaba SC          | 12  | 6 | 3 | 3 | 0 | 8  | 4  | +4   |  | Talaba SC                  | 0-0 |     | 2-1 | 2-0 |
| 3    | Koweït SC          | 7   | 6 | 2 | 1 | 3 | 10 | 9  | +1   |  | Koweït SC                  | 0-1 | 2-2 |     | 5-1 |
| 4    | Al Faysali Amman   | 1   | 6 | 0 | 1 | 5 | 2  | 13 | -11  |  | Al Faysali Amman           | 0-0 | 1-2 | 0-1 |     |

### Groupe 3
| Rang | Équipe                      | Pts | J | G | N | P | Bp | Bc | Diff |  | Résultats (▼ dom., ► ext.)  | Zam | Sfa | Esp | Bli |
| ---- | --------------------------- | --- | - | - | - | - | -- | -- | ---- |  | --------------------------- | --- | --- | --- | --- |
| 1    | Zamalek SC                  | 13  | 6 | 4 | 1 | 1 | 11 | 5  | +6   |  | Zamalek SC                  |     | 0-2 | 3-0 | 1-1 |
| 2    | CS sfaxien                  | 10  | 6 | 3 | 1 | 2 | 9  | 7  | +2   |  | CS sfaxien                  | 1-3 |     | 0-1 | 1-0 |
| 3    | Espérance sportive de Tunis | 9   | 6 | 3 | 0 | 3 | 10 | 9  | +1   |  | Espérance sportive de Tunis | 1-2 | 1-3 |     | 2-1 |
| 4    | USM Blida                   | 2   | 6 | 0 | 2 | 4 | 4  | 13 | -9   |  | USM Blida                   | 0-2 | 2-2 | 0-5 |     |

### Groupe 4
| Rang | Équipe                   | Pts | J | G | N | P | Bp | Bc | Diff |  | Résultats (▼ dom., ► ext.) | Ism | Ahl | Eto | Hus |
| ---- | ------------------------ | --- | - | - | - | - | -- | -- | ---- |  | -------------------------- | --- | --- | --- | --- |
| 1    | Ismaily SC               | 9   | 6 | 2 | 3 | 1 | 8  | 4  | +4   |  | Ismaily SC                 |     | 4-0 | 2-2 | 1-0 |
| 2    | Al Ahly SC               | 9   | 6 | 2 | 3 | 1 | 3  | 5  | -2   |  | Al Ahly SC                 | 1-0 |     | 0-0 | 1-1 |
| 3    | Étoile sportive du Sahel | 7   | 6 | 1 | 4 | 1 | 5  | 4  | +1   |  | Étoile sportive du Sahel   | 1-1 | 0-0 |     | 2-0 |
| 4    | NA Hussein Dey           | 5   | 6 | 1 | 2 | 3 | 2  | 5  | -3   |  | NA Hussein Dey             | 0-0 | 0-1 | 1-0 |     |

## Deuxième tour

### Groupe 1
| Rang | Équipe             | Pts | J | G | N | P | Bp | Bc | Diff |  | Résultats (▼ dom., ► ext.) | Sfa | Ism | Ahl | Itt |
| ---- | ------------------ | --- | - | - | - | - | -- | -- | ---- |  | -------------------------- | --- | --- | --- | --- |
| 1    | CS sfaxien         | 12  | 6 | 3 | 3 | 0 | 12 | 4  | +8   |  | CS sfaxien                 |     | 4-0 | 1-1 | 2-1 |
| 2    | Ismaily SC         | 8   | 6 | 2 | 2 | 2 | 7  | 12 | -5   |  | Ismaily SC                 | 0-3 |     | 1-0 | 1-0 |
| 3    | Al Ahly Djeddah    | 7   | 6 | 1 | 4 | 1 | 9  | 9  | 0    |  | Al Ahly Djeddah            | 1-1 | 3-3 |     | 1-1 |
| 4    | Al Ittihad Djeddah | 3   | 6 | 0 | 3 | 3 | 7  | 10 | -3   |  | Al Ittihad Djeddah         | 1-1 | 2-2 | 2-3 |     |

### Groupe 2
Al Ahly SC déclare forfait.
| Rang | Équipe             | Pts | J | G | N | P | Bp | Bc | Diff |  | Résultats (▼ dom., ► ext.) | Hil | Zam | Tal |
| ---- | ------------------ | --- | - | - | - | - | -- | -- | ---- |  | -------------------------- | --- | --- | --- |
| 1    | Al Hilal Riyad     | 7   | 4 | 2 | 1 | 1 | 5  | 4  | +1   |  | Al Hilal Riyad             |     | 2-0 | 1-0 |
| 2    | Zamalek SC         | 7   | 4 | 2 | 1 | 1 | 5  | 4  | +1   |  | Zamalek SC                 | 1-1 |     | 2-0 |
| 3    | Talaba SC          | 3   | 4 | 1 | 0 | 3 | 4  | 6  | -2   |  | Talaba SC                  | 3-1 | 1-2 |     |
| 4    | Al Ahly SC forfait |     |   |   |   |   |    |    |      |  | Al Ahly SC forfait         |     |     |     |

## Phase finale

### Demi-finales
| Équipe 1       | Résultat | Équipe 2   | Aller | Retour |
| -------------- | -------- | ---------- | ----- | ------ |
| Zamalek SC     | 1 - 4    | CS sfaxien | 0 - 2 | 1 - 2  |
| Al Hilal Riyad | 2 - 3    | Ismaily SC | 0 - 2 | 2 - 1  |

### Troisième place
| Équipe 1   | Résultat | Équipe 2       |
| ---------- | -------- | -------------- |
| Zamalek SC | 3 - 2    | Al Hilal Riyad |

### Finale
La finale de l'édition 2003-2004 de la ligue des champions arabes de football est :
| Équipe 1   | Résultat      | Équipe 2   |
| ---------- | ------------- | ---------- |
| CS sfaxien | 0 - 0 4-3 tab | Ismaily SC |

## Buteurs
- 8 buts :
  - Tenima Enday (CS Sfax)
  - Denis (CS Sfax)
- 7 buts :
  - Ali Abd El Haleem (Zamalek SC)
  - Trawri (Zamalek SC)
- 6 buts
  - Ahmad Salah (Al Ittihad Alep)